# Luigi Marchesi (Sänger)

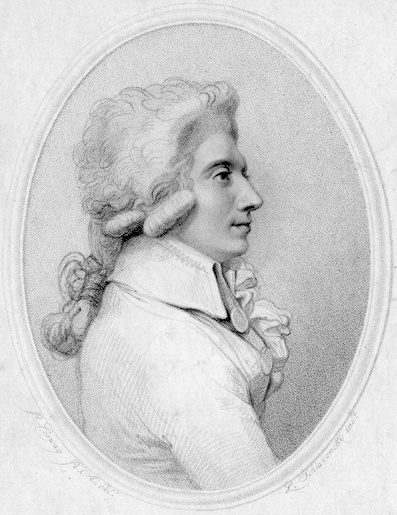
Luigi Schiavonetti: Luigi Marchesi (1790)

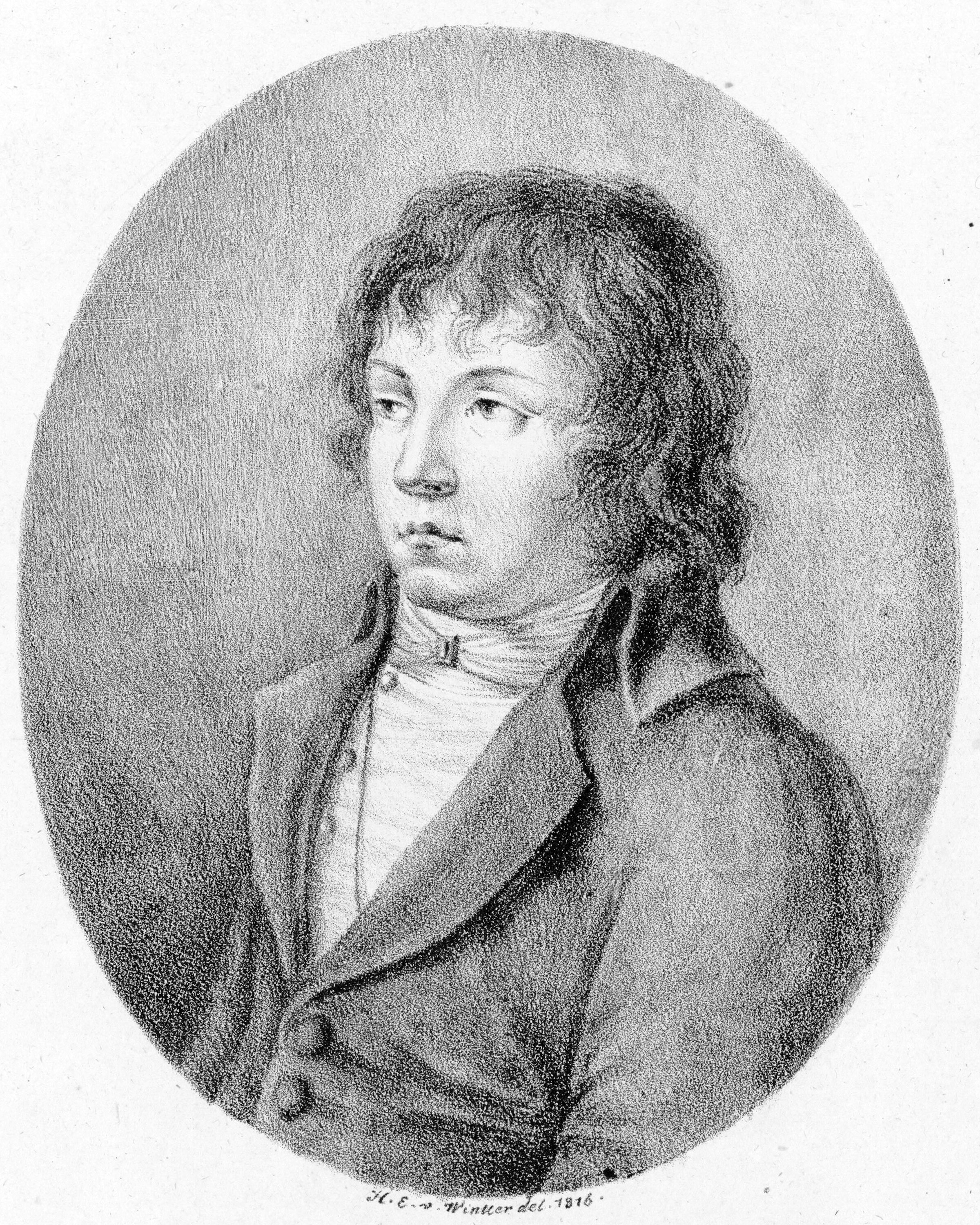
Heinrich Eduard Winter: Luigi Marchesi (1816)

Luigi Marchesi, auch Lodovico Marchesi und Luigi Marchesini (geboren 8. August 1754 in Mailand; gestorben 14. Dezember 1829 in Inzago) war ein italienischer Opernsänger (Sopran) und Kastrat. 

## Leben
Luigi Marchesis Vater war Posaunist und erteilte ihm den ersten Musikunterricht. Eine Gesangsausbildung erhielt er bei dem Kastraten Caironi in Modena, bei Giovanni Andrea Fioroni in Mailand und bei Albuzzi in Mailand. Er sang zunächst im Mailänder Domchor. 1773 debütierte er auf der Bühne des Teatro delle Dame in Rom in der Oper L’incognita perseguitata von Pasquale Anfossi und gastierte im selben Jahr in Genua. Im Jahr 1775 sang er in Venedig, in den beiden Folgejahren in der Münchner Hofkapelle, danach in Mailand und auch am Teatro San Carlo in Neapel. 1779 sang er in Florenz in Francesco Bianchis Oper Castore e Polluce und in Giuseppe Sartis Achille in Sciro und darin seine Glanznummer Mia speranza, io pur vorrei. An der Mailänder Scala sang er in der Uraufführung der Oper Armida von Josef Mysliveček. 
Im Jahr 1782 sang er in Turin in der Oper Il trionfo della pace von Bianchi, worauf er zum Hofsänger des Königs von Sardinien ernannt wurde, 1784 am Teatro Regio in Domenico Cimarosas Version des Artaserse, 1785 in Achille in Sciro von Gaetano Pugnani. 1785 sang er an der Wiener Hofoper in Sartis Le gelosie villane und Giulio Sabino. Mit Sarti und der Primadonna Luisa Todi machte er 1786 bis 1788 eine Russland-Tournee, in Wien wurde er derweil von Nancy Storace in Antonio Salieris Spaß Prima la musica e poi le parole auf der Bühne imitiert. 1788 kam er nach London und sang dort unter anderem in Sartis Giulio Sabino, der Kritiker Richard Edgcumbe war voll des Lobes. 
1788 sang er an der Mailänder Scala in Cimarosas Oper Olimpiade, 1794 wirkte er dort in der Uraufführung der Oper Demofoonte von Marcos António Portugal mit. 1801 sang er in der Uraufführung von Simone Mayrs Ginevra di Scozia im neu erbauten Teatro Nuovo in Triest und 1805 an der Mailänder Scala in der Uraufführung von Mayrs Eraldo ed Emma. Um 1806 beendete er in Mailand seine Bühnenkarriere. 
Marchesi war auch als Komponist tätig und publizierte mehrere Lieder und Arien.

## Diskographie
- Arias for Luigi Marchesi, Ann Hallenberg (Mezzosopran), Ensemble Stile Galante, Stefano Aresi (mit Francesca Cassinari – Sopran), Glossa, 2015